# Winnie Lau
Winnie Lau Siu Wai (cinese tradizionale: 劉小慧; cinese semplificato: 刘小慧; pinyin: Líu Xiăohuì; jyutping: Lau4 Siu2 Wai3; Hong Kong, 24 luglio 1971) è una cantante e attrice cinese di Hong Kong.
È sposata con Edmond So, cantante nella boy band Grasshopper, con il quale ha due figlie di nome Ina e Yumi.

## Discografia
- Sin Of Lonely
- Showing All The Feelings
- Denon Mastersonic Series
- Unwilling To Part With
- Change Selection
- The Classical Songs of Universal
- Love Is Gone
- Thank You for Loving Me

## Filmografia
- Gwai ma kwong seung kuk (鬼馬狂想曲) - 2004
- Qing tian pi li zhi xia ji da jie (晴天霹靂之下集大結局) - 1993
- Chao ji xue xiao ba wang (超級學校霸王) - 1993
- Legend of the Liquid Sword (笑俠楚留香) - 1993
- Shen suan (神算) - 1992
- Shuang Cho(雙钃) - 1991
- San boon gan baat a (新半斤八兩) - 1990
- Chung tin siu ji(衝天小子) - 1989
- Hu dan nu er gang (虎膽女兒紅) - 1989